# Pseudocobelura succincta
Pseudocobelura succincta là một loài bọ cánh cứng trong họ Cerambycidae.